# Natalia Mateo
Natalia Mateo właśc. Natalia Kowalczyk (ur. 1983 w Warszawie) – polska wokalistka jazzowa.

## Życiorys
Jej ojciec, Andrzej Kowalczyk, był śpiewakiem klasycznym. Uczyła się gry na pianinie i skrzypcach jako dziecko. Mieszkała w Polsce i Austrii w młodości (w 1987 roku rodzina wyjechała do Linzu). Uczyła się w Liceum Ogólnokształcącym Sióstr Urszulanek Unii Rzymskiej we Wrocławiu. Studiowała anglistykę we Wrocławiu i Berlinie, studiowała śpiew jazzowy Instytucie Muzyki w Osnabrück w latach 2011–2015. Pseudonim Mateo pochodzi od imienia jej brata. Nagrywa dla niemieckiej wytwórni ACT Music. Mieszka w Berlinie od 2008 roku.

## Nagrody
- Echo Jazz(inne języki) za album Heart of Darkness (2016)[2]

## Dyskografia

### Albumy studyjne
- You (2013, CD)[2]
- Heart of Darkness (marzec 2015, CD)[4]
- De Profundis (30 marca 2017, CD)[2]